# Оливейра, Элмар
Элмар Оливейра (порт. Elmar Oliveira; род. 28 июня 1950, Хартфорд, штат Коннектикут) — американский скрипач португальского происхождения.
Учился в музыкальном колледже Хартфордского университета, а затем в Манхэттенской школе музыки у Рафаэля Бронштейна. Получил первую премию юбилейного Наумбурговского конкурса молодых исполнителей, проходившего в 1975—1976 гг. в 50-ю годовщину основания конкурса, а в 1978 г. был удостоен Первой премии Шестого международного конкурса имени Чайковского в Москве. В 1983 г. Оливейра получил также премию Эвери Фишера.
Элмар Оливейра известен широтой репертуара и интересом к не самым популярным авторам. Так, наряду с сочинениями Брамса, Сен-Санса, Шоссона в его позднеромантическом репертуаре представлен ряд произведений реже исполняемых Элгара, Форе, Лекё, Иоахима. Оливейра уделяет большое внимание и музыке XX века (особенно итальянской: Респиги, Пиццетти, Флагелло), и композиторам-современникам (концерты Кшиштофа Пендерецкого, Чарльза Вуоринена, Анджея Пануфника, Эйноюхани Раутаваара и др.).